# Hjälmtäcke

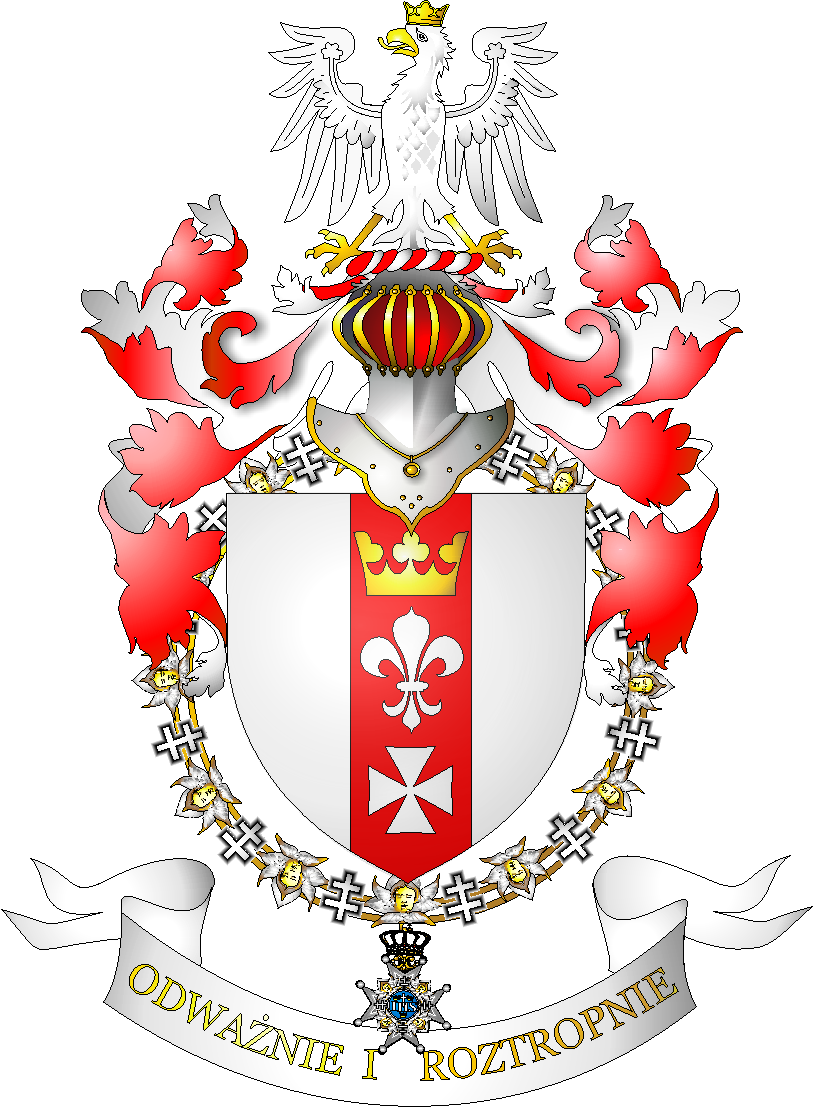
Rött hjälmtäcke fodrat med silver i Lech Wałęsas vapen

Hjälmtäcket är en del av ett heraldiskt vapen som fyller en dekorativ funktion. Det är fäst vid hjälmen med en hjälmbindel (vulst) och faller ner längs sköldens kanter. Hjälmtäckets tinkturer anges i blasoneringen och är vanligtvis desamma som i skölden. Det är oftast i färg med foder av metall.
Vissa vapen, till exempel Sveriges stora riksvapen, har vapenmantlar istället för hjälmtäcke.